# Kapel Onze-Lieve-Vrouw van Langewade

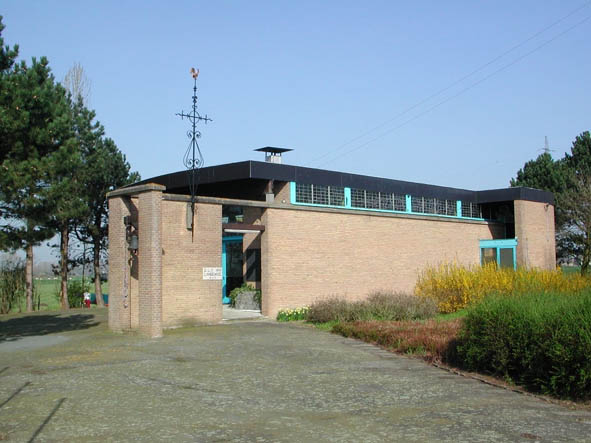
De kapel in 2006

De Kapel Onze-Lieve-Vrouw van Langewade (ook: Langewaede) is een kapel, feitelijk een bedevaartskerkje, in de tot de West-Vlaamse gemeente Houthulst behorende plaats Merkem, gelegen aan de Iepersteenweg.

## Geschiedenis
De oudste vermelding van de kapel is van 1506. Hier zou per schip een Mariabeeld zijn aangeland (via de Steenbeek, een zijtak van de Ieperlee). Steeds als men het in de kerk van Merkem wilde plaatsen bleek het op miraculeuze wijze weer op de plaats van aanlanding op te duiken. Uiteindelijk heeft men daarom een kapel op die plaats gebouwd.
Tijdens de godsdiensttwisten einde 16e eeuw werd de kapel door de Geuzen in brand gestoken en na 1620 hersteld. De Fransen (eind 18e eeuw) verkochten de kapel en deze werd voortaan als schuur gebruikt. Vanaf 1830 werd ze weer in gebruik genomen als kapel.
Tijdens de Eerste Wereldoorlog werd ook deze kapel vernield. In 1925 werd ze herbouwd. Het was een kerkje met voorportaal en hoge, spitse dakruiter. In 1967 werd ze vervangen door een moderne kapel, naar ontwerp van Jan Carpentier.

## Gebouw
Het betreft een eenbeukige bakstenen kapel in de stijl van het naoorlogs modernisme. De plattegrond is trapeziumvormig. De glas-in-loodramen werden vervaardigd door Michel Leenknecht, waarop onder meer de legende van het Mariabeeld wordt getoond. Er is geen toren op het platte dak, maar een hoog smeedijzeren kruis met daarboven nog een haan.